# 蓬拉维尔
蓬拉维尔（法語：Pont-la-Ville，發音：[pɔ̃ la vil]，發音：[ˈpɔ̃ na ˈvəla] ⓘ）是瑞士弗里堡州的一个市镇。该市镇总面积为4.33平方千米，截至2018年12月31日总人口为601人。